# Bab at-Taka
Bab at-Taka (arab. باب الطاقة) – miejscowość w Syrii, w muhafazie Hama. W 2004 roku liczyła 1000 mieszkańców.